# Aberdeenshire (správní oblast)
Aberdeenshire (Siorrachd Obar Dheathain ve skotské gaelštině) je správní oblast ve Skotsku, ležící na východ od kraje Highland a Morray. Ačkoli se administrativní správa oblasti nachází ve městě Aberdeen, nezahrnuje jej.